# Cour Jasmin
La cour Jasmin est une voie privée du 16e arrondissement de Paris, en France. 

## Situation et accès

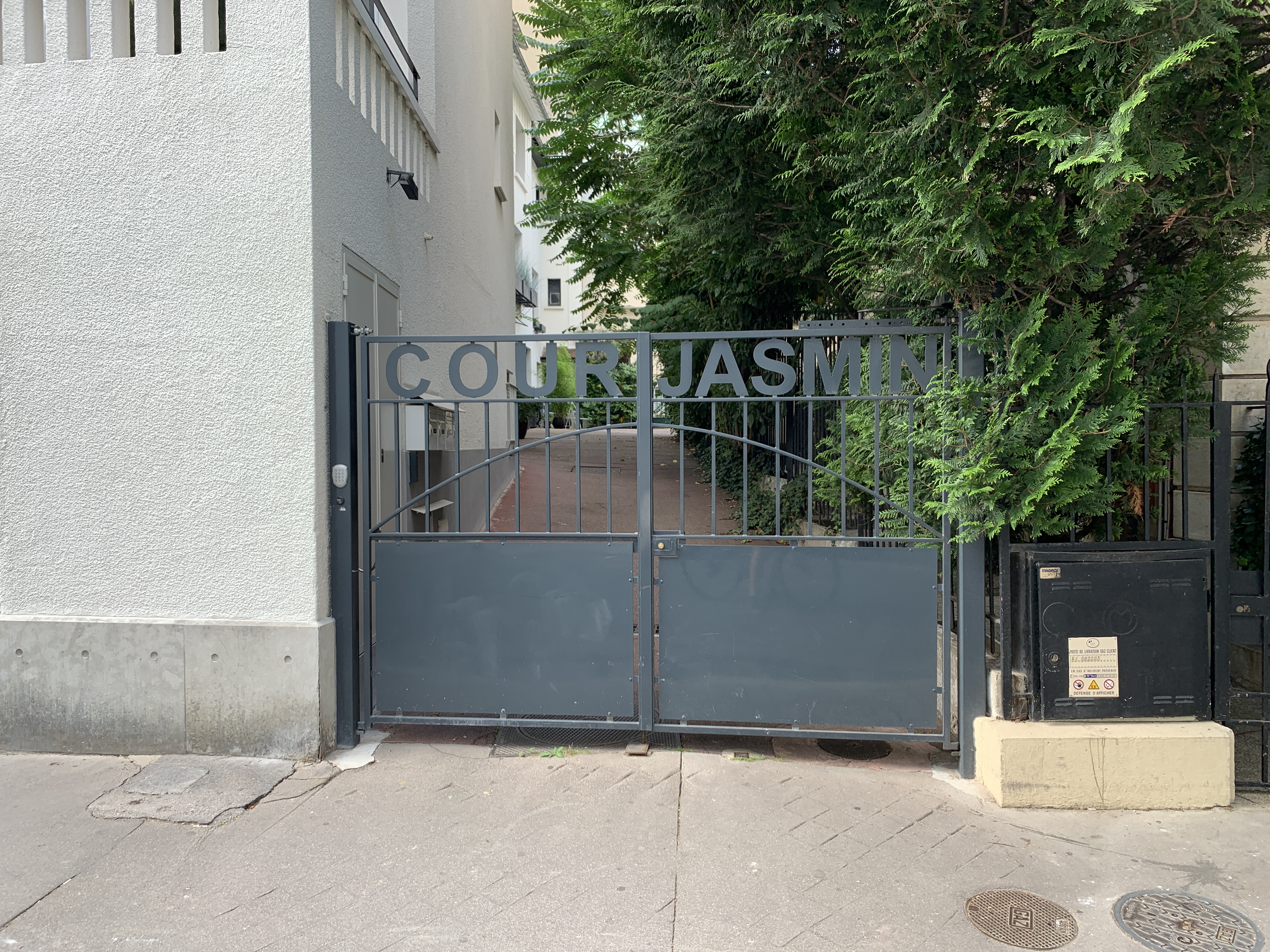
Entrée.

Cette voie, large de 3 mètres et longue de 32 mètres, donne uniquement sur la rue Jasmin (au no 16) à son début et finit en impasse. C'est une voie essentiellement résidentielle qui ne comporte aucun commerce. Les plus proches sont situés avenue Mozart. Elle est en double sens pour la circulation automobile.
La rue est desservie au plus proche, avenue Mozart, par la ligne 9 du métro de Paris à la station Jasmin.

## Origine du nom
Elle tient son nom de son voisinage de la rue Jasmin, qui est nommée en l'honneur du poète français de langue d'oc Jacques Boé dit Jasmin (1798-1864).

## Historique
Son nom lui fut donné par les propriétaires riverains en 1931-1932.